# 阿兰·斯坦利·琼斯
阿兰·斯坦利·琼斯，MBE（英語：Alan Stanley Jones，1946年11月2日—），澳大利亚赛车手，一屆一级方程式世界车手冠军。他是继三届一级方程式世界冠军杰克·布拉汉姆之后第二位赢得世界冠军的澳大利亚车手。
在参加一级方程式的10个赛季中，阿兰·琼斯总共参加了117场大奖赛，曾24次登上领奖台，并取得了其中的12场胜利。他也是至今最后一位在澳大利亚大奖赛中取胜的澳大利亚车手，当时他驾驶着威廉姆斯车队的冠军赛车FW07B，在举办于考德公园赛道的1980年澳大利亚大奖赛上取胜。在一级方程式之外，琼斯也参加了一些其他的赛车比赛，并取得了不错的成绩。